# Josef Krosnář
Josef Krosnář (19. října 1891 Praha – 25. prosince 1968 Praha) byl československý politik, ministr československých vlád a poslanec Národního shromáždění za Komunistickou stranu Československa.

## Biografie
Profesí byl soustružníkem. Podle údajů z roku 1935 bydlel v Praze. Během frakčních bojů v KSČ ve 20. a 30. letech 20. století patřil k loajálním členům vedení. V roce 1934 na něj byl vydán zatykač (spolu s Klementem Gottwaldem, Václavem Kopeckým a Josefem Štětkou) v souvislosti s aktivitami KSČ v té době.
V parlamentních volbách v roce 1929 se stal poslancem Národního shromáždění. Mandát obhájil v parlamentních volbách v roce 1935. Poslanecké křeslo si podržel do prosince 1938, kdy byl v důsledku rozpuštění KSČ zbaven mandátu.
Po osvobození byl v letech 1945–1946 poslancem Prozatímního Národního shromáždění a v letech 1946–1948 Ústavodárného Národního shromáždění. V letech 1948–1968 zasedal v Národním shromáždění (po roce 1960 Národní shromáždění Československé socialistické republiky).
Za války působil v exilu v Moskvě, kde od roku 1943 zasedal v Zahraničním byru KSČ. Po osvobození se vrátil do Československa a zapojil do stranických aktivit komunistů. Během únorového převratu roku 1948 vystoupil 25. února na komunistické demonstraci na Václavském náměstí v Praze.
Kromě funkcí poslaneckých zastával i ministerské posty. Ve vládě Antonína Zápotockého a první vládě Viliama Širokého zastával v letech 1952–1954 funkci ministra výkupu. V druhé vládě Viliama Širokého byl v letech 1954–1956 ministrem lesů a dřevařského průmyslu a v třetí vládě Viliama Širokého byl ministrem potravinářského průmyslu (1961–1963). Kromě toho ve druhé a třetí vládě Viliama Širokého působil jako ministr státní kontroly.
Zastával i významné stranické posty. V letech 1945–1951 působil jako předseda pražského Krajského výboru KSČ, 8. dubna 1945 se stal členem prozatímního ÚV KSČ. Ve funkci ho potvrdil VIII. sjezd KSČ, IX. sjezd KSČ, X. sjezd KSČ, XI. sjezd KSČ, XII. sjezd KSČ a XIII. sjezd KSČ. V období září 1945 až červen 1954 byl členem předsednictva ÚV KSČ.
Od roku 1945 do roku 1951 byl náměstkem primátora hlavního města Prahy. Roku 1955 získal Řád republiky, roku 1961 Řád Klementa Gottwalda.